# 篠田淳
篠田 淳（しのだ じゅん、1970年8月24日 - ）は、岐阜県大垣市出身の元プロ野球選手（投手）。

## 来歴・人物
大垣商業高3年次の1988年に、タテに割れる大きなカーブを武器にエースで4番として夏の甲子園に出場に貢献する。本戦でも、1回戦で古池拓一擁する坂出商業高、2回戦で京都西高を破り3回戦まで進出する。0-1で敗れはしたが3回戦の津久見高戦での川崎憲次郎との投げ合いはこの大会でも一二を争う名投手戦であった（篠田も自責点は0であり、奪われた1点は味方の失策によるものだった）。ちなみに同年の国体でも津久見高と対戦するが、2-4で敗れた。3試合すべて完投して自責点わずか1、しかもイニング数とほぼ同じだけの三振を奪っており、この年のドラフトでは川崎（ヤクルト1位指名）、今中慎二（中日1位指名）、前田幸長（ロッテ1位指名）らとともに注目を集めた投手となった。地元の大垣市では一躍人気者となった。
1988年のプロ野球ドラフト会議で福岡ダイエーホークスに1位指名（日本ハムファイターズが交渉権を獲得した中島輝士の外れ1位）を受け入団。新生ダイエー初のドラフト1位選手ということもあり、高卒としては異例の背番号16を与えられるなど、期待は大きかった。
しかし、入団1年目の1989年にはフォームのクセを矯正するために下半身強化を課せられたが練習中に半月板を損傷。さらに左肩を壊したのが災いして、一軍登板のないまま高卒のドラフト1位選手としては異例の3年で1991年に現役を引退。同年オフに中日ドラゴンズの入団テストを受験したが、入団には至らなかった。篠田をつぶしてしまった形になったダイエー球団は、親会社のダイエーでの再就職を斡旋。正社員として入社し名古屋市内の店舗にて勤務。数年後、当時ダイエー傘下だったコンビニエンスストアのローソンに出向し名古屋市内の店長になり、中京テレビ放送のローカルニュースに出演したことがあった。後年退社し、現在は実家の花苗店で働いているとのこと。
1988年に大垣商業高が甲子園に出場する以前の4年間は県岐阜商業高が連続で甲子園に出場しており、当時の岐阜県内では「県岐阜商でないと甲子園に行けない」と言われていた。そんな中で篠田は「県岐阜商に行っていたら補欠にもなれなかったかも。大垣商に行ってとりあえず外野でもいいからレギュラーになれればと思い大垣商を選んだ」という。その後10年余りの間は、大垣商業高が岐阜県内の有力校として何度も県大会上位進出を果たした（6年後の1994年には3度目の甲子園出場を果たした）。中でも県岐阜商との公式戦での対戦は注目され、人気を集めた。

## 詳細情報

### 年度別投手成績
- 一軍公式戦出場なし

### 背番号
- 16 （1989年）
- 79 （1990年）
- 59 （1990年途中 - 1991年）